# Sideritis grandiflora
Sideritis grandiflora  ist eine Pflanzenart aus der Gattung Gliedkräuter (Sideritis) in der Familie der Lippenblütler (Lamiaceae).

## Beschreibung
Sideritis grandiflora ist ein bis zu 50 Zentimeter hoch werdender Strauch mit krautigen, filzig-feinfilzig behaarten, blütentragenden Zweigen. Die Laubblätter sind 45 bis 90 mm lang und 12 bis 25 mm breit. Sie sind langgestreckt-elliptisch oder lanzettlich geformt und am Rand buchtig gezähnt.
Die Blütenstände sind Scheinquirle, die in Gruppen aus drei bis fünf am Ende der Zweige stehen und aus einer Vielzahl von Blüten bestehen. Die unteren Tragblätter sind 25 bis 45 mm lang und 25 bis 35 mm breit, breit eiförmig-herzförmig, spitz zulaufend und an der Basis grob stachelig gesägt, zur Spitze hin schwach gesägt oder buchtig gesägt.
Der Kelch hat eine Länge von 12 bis 15 mm, die Krone ist gelb gefärbt und hat eine Länge von 14 bis 17 mm.

## Vorkommen und Standorte
Die Art kommt im Südwesten Spaniens in der Nähe von Cádiz und im nördlichen Marokko vor und wächst dort auf trockenem Grasland.

## Systematik
Die Erstbeschreibung der Art durch Philipp Salzmann wurde 1834 vom britischen Botaniker George Bentham im Werk Labiatarum genera et species veröffentlicht. Neben der Nominatform ist 1998 auch eine Unterart beschrieben worden:
- Sideritis grandiflora subsp. baetica (Lange) Roselló, Peris, Á.Romo & Stübing

Diese Unterart war 1863 durch den dänischen Botaniker Johan Martin Christian Lange als eine eigene Art Sideritis baetica beschrieben worden.